# 第二次メッセニア戦争
第二次メッセニア戦争（英：Second Messenian War、紀元前685年-紀元前668年）はメッセニア人によるスパルタへの反乱である。反乱の首謀者の名からアリストメネス戦争とも。

## 背景
紀元前724年に終戦した第一次メッセニア戦争はスパルタの勝利に終わり、メッセニア人はヘイロータイの身に落とされた。この過酷な境遇に耐えかねたメッセニア人は紀元前685年にスパルタに対して反乱を起こした。

## 経過
反乱が起こった年に最初の会戦であるデレスの戦いは起こった。この戦いは引き分けに終わったが、この戦いで奮戦したメッセニア王族の末裔のアリストメネスは人々により王に選ばれた。しかし、彼はそれを辞退して全権を持った将軍となり、戦争の指揮を執った。翌年の猪塚の戦いではメッセニア軍はスパルタ軍に対し、勝利を勝ち取った。続いてアリストメネスはスパルタ市近郊に進撃し、それに対してスパルタ王アナクサンドロスは待ち伏せを仕掛けるも、逆に打ち破られた。
開戦から3年目、負け続けのスパルタはメッセニアに味方していたアルカディア王アリストクラテス2世を買収した。続く大掘割の戦いではスパルタ軍の攻撃と共にアルカディア軍は退却し、メッセニア軍は多くの指導者を失う大敗を喫した。
この戦いが転換点となり、戦況はスパルタ優位になった。一方、メッセニア側は守りを固めたヘイラ山に退却し、アリストメネスは自ら軍を率いて遊撃戦を展開した。その間アリストメネスは敵に捕らえられたが、脱出してヘイラに戻った。メッセニア軍は10年間ヘイラを維持したが、スパルタ軍の攻撃を受け、遂に陥落し、メッセニア人は全員ではないにせよアルカディアへ退避した。こうして戦争はスパルタの勝利に終わった。

## 結果
こうして再び敗れたメッセニア人はスパルタの軛に繋がれた。しかし、一部はシケリアに落ち延びてメッサナを建設し、またアリストメネスはロドスに向かい、そこで英雄として尊敬されつつ死んだ。
一方のスパルタはこの反乱事件によって隷属民への危機感を増大させ、国民皆兵に政策転換を行った。元々は優れた金属工芸技術を有していた技術大国のスパルタであったが、これ以降は市民の生産活動への参加を禁じる方針をとることとなった。